# Halevai
Halevai (Hebreeuws voor iets als: Als het maar zo was, dat) is een Israëlisch lied waarvan de tekst geschreven is door Ehud Manor en de melodie door de volkszanger Boaz Sharabi, door wie het lied oorspronkelijk werd gezongen.
Het lied is lyrisch, en het drukt hoop uit voor de wereld en de mensheid. Het begint met de woorden: Als het maar zo was, dat er een regenboog uit een wolk op ons nederdaalde, als het maar zo was, dat er een oplossing is voor deze wereld.
Bij de voorrondes van het Eurovisiesongfestival van 1986 werd het lied laatste, waardoor een ander lied, Yavo yom het land in dat jaar vertegenwoordigde. Ondanks dat werd het lied later wel populair. In 1998 heeft Gadi Bitton een cirkelvormige dans hierop samengesteld.